# Джордж Скрівен
Джордж Скрівен (англ. George Scriven) — англійський боксер важкої ваги, фіналіст чемпіонату Європи з боксу (1947), чемпіон Великої Британії (1947).

## Життєпис
У 1947 році виборов титул чемпіона Великої Британії у важкій вазі, перемігши у фіналі змагань Енді Стівенсона (Шотландія).
Того ж року на першому повоєнному чемпіонаті Європи з боксу в Дубліні (Ірландія) переміг знову Енді Стівенсона (Шотландія), а також Яна Климецьки (Польща) і Бедріха Ліванськи (Чехословаччина). У фінальному двобої поступився Джеррі О'Колмену (Ірландія), задовольнившись срібною медаллю.
У 1951 році перейшов у професійний бокс, проте його кар'єра склалася вкрай невдало: з 11 проведених поєдинків переміг лише в одному при семи поразках і трьох нічиїх.